# Рено Туизи
„Рено Туизи“ (Renault Twizy) е модел електрически миниавтомобили (сегмент A) на френската компания „Рено“, произвеждан от 2012 до 2023 година.
„Рено Туизи“ има две седалки, разположени една зад друга, а вратите са опционални. След пускането си в продажба става най-продаваният електрически автомобил в Европа за 2012 година, а до края на 2016 година са продадени около 19 хиляди броя.